# Мебельный гарнитур
Мебельный гарнитур — группа мебельных изделий, предназначенных для обустройства определенной функциональной зоны помещения. При этом изделия объединены одинаковыми художественно-стилистическими и конструктивными признаками.
Отдельно выпускают мебельные гарнитуры для спальни (спальный гарнитур), кухни (кухонный гарнитур), гостиных, столовых.
Гарнитур мебели отличается от набора мебели тем, что предназначается для обустройства одной определенной функциональной зоны помещения, в то время как набор — для нескольких функциональной зоны. Так кухонный гарнитур — только для оборудования функциональной зоны кухни — мебельные изделия для приготовления пищи (шкафы навесные для хранения, рабочие шкафы-столы, шкаф под мойку и т. п.), а набор мебели для кухни и столовой — для двух различных функциональных зон: приготовления (шкафы навесные, шкафы-столы и т. п.) и принятия пищи (буфет, стол обеденный, стулья, сервировочный стол).

## История
Термин «мебельный гарнитур» появился в середине XX века. В это время начался бум массового производства типовой мебели, и во многом это связано с развитием химической промышленности. Появились новые материалы и возможность изготавливать изделия с различными параметрами.
Но если обратиться к истории, то ещё в XIX веке американцы стремились к общему стилистическому решению, обустраивая свои столовые и обеденные зоны в едином дизайне. Это запечатлено на многих картинах, написанных художниками того времени.

## Особенности
Элементы мебельного гарнитура обычно изготавливают из одного материала, они имеют схожую отделку и похожи по форме, стилистике.
Гарнитур спальни состоит из кровати, 2-х прикроватных тумбочек, банкетки, шкафа для одежды, туалета, стульев.
Кухонный гарнитур состоит из пенала, напольных и навесных шкафов, столешницы, стульев, буфета и различных декоративных элементов, благодаря которым композиция выглядит завершённой.
Современные мебельные гарнитуры могут нести многофункциональную нагрузку. Для небольших помещений очень актуальна мебель-трансформер.